# Roentgenia
Roentgenia Urb. es un género de plantas de la familia Bignoniaceae que tiene dos especies de árboles.
Está considerado un sinónimo del género Bignonia L.

## Especies seleccionadas
| - Roentgenia bracteomana - Roentgenia sordida |